# Kula Shaker
Kula Shaker er et Rockband fra Storbritannien.

## Diskografi
- K (1996)
- Peasants pigs and astronauts (1999)
- Peasants pigs and astronauts 2 (1999)

| Musikgruppe | Spire Denne artikel om en britisk musikgruppe er en spire som bør udbygges. Du er velkommen til at hjælpe Wikipedia ved at udvide den. |

- Wikimedia Commons har flere filer relateret til Kula Shaker